# Cooper's Island
Cooper's Island är en ö i Bermuda (Storbritannien).   Den ligger i parishen St. George's, i den östra delen av landet, 13 km nordost om huvudstaden Hamilton.